# أب سبا (باتاوة)
أب سبا (بالفارسية: آب سپا) هي قرية تقع في إيران في قسم باتاوة الريفي. يقدر عدد سكانها بـ 86 نسمة بحسب إحصاء 2016.